# Браян Ледбеттер
Браян Ледбеттер (англ. Brian Ledbetter, 18 листопада 1963) — американський яхтсмен.
Срібний призер Олімпійських Ігор 1992 року в класі Фінн, учасник 1988 року.